# Universitaire autonomie
Universitaire autonomie is een systeem waarbij universiteiten onafhankelijk van de overheid kunnen opereren. Universitaire autonomie is nauw verwant met het begrip academische vrijheid.
Hoe universitaire autonomie wordt gedefinieerd verschilt per land. Soms betekent het niet meer dan de overheid die zich niet met benoemingen of de inhoud van onderzoek en onderwijs mag bemoeien, terwijl het bijvoorbeeld in veel landen van Latijns-Amerika zo ver gaat dat leger en politie niet mogen optreden op het terrein van autonome universiteiten zonder toestemming van het universiteitsbestuur. Universitaire autonomie is voor universiteiten, die financieel afhankelijk zijn van de overheid, vaak een geschikt middel om toch op andere terreinen onafhankelijk te kunnen blijven optreden.